# École Normale Supérieure de Cachan
École normale supérieure de Cachan (pronunție în franceză [ekɔl nɔʁmal sypeʁjœʁ]; în traducere Școala Normală Superioară, cunoscută si drept ENS Cachan si École normale supérieure de Paris-Saclay) este una dintre cele mai prestigioase grandes écoles franceze (instituții de învățământ superior din afara sistemului de universități publice). Școala este specializată în științe pure și aplicate, sociologie, economie si managment, limba engleză.
Alte 2 écoles normales supérieures au fost înființate în secolul al XIX-lea:  Ecole normale supérieure de Lyon (științe și umanioare);  și École normale supérieure. Toate 3 formează informal grupul ENS.

## Absolvenți celebri
- Marie-Noëlle Lienemann, politic francez

## Profesor celebru
- Ionel Valentin Vlad, inginer și fizician român